# Pertyeae
Les Pertyoideae són una subfamília de plantes dins les Asteràcies. Només conté una sola tribu, Pertyeae Panero & V.A. Funk, amb sis gèneres.